# ギガマート

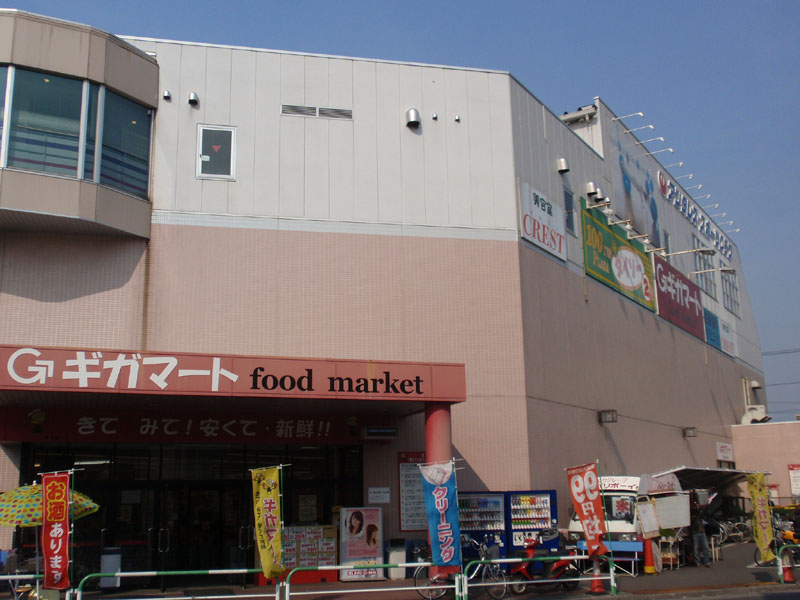
ギガマート東松山店（現在は閉店している）

ギガマート（giga Mart）は、オザム傘下の大黒流通チェーンが運営しているディスカウントストアである。
本稿では、以前の運営会社であった株式会社ギガ物産（後の町屋管理株式会社）についても記述する。

## 概要
消費者の節約志向が高まる中、埼玉地盤の株式会社マミーマートが、食品スーパーマーケットである「マミーマート」よりも人事制度・商流・物流、物件開発等を簡単に捉えた新しいタイプのディスカウントストアとして、2004年12月に設立された。コスト削減のために、店舗は全て中古物件（他社スーパーマーケットの撤退店舗が多い）を採用しており、店舗ごとに建物の形状が異なる。
2011年3月28日、親会社のマミーマートは、ギガマート運営会社のギガ物産の株式87.5%を、ディスカウントスーパー大黒屋運営の株式会社大黒流通チェーン（旧社）に約2600万円で譲渡。ギガ物産は、同社の子会社となった。
2014年に倒産した武蔵産業株式会社の経営していた「ディスカウントストアパール」（4店舗）、および同社の子会社のスーパーマーケット「ショッピングひまわり」（1店舗）を、それぞれ「ギガパール」と改称した上で、継承した。
株式会社ギガ物産は、親会社であった大黒流通チェーン（旧社、後の富岡管理株式会社）の業績悪化に伴い、2019年4月1日にタカラ・エムシーが設立した株式会社大黒流通チェーン（新社）へ事業を譲渡したと同時に、ギガマートは大黒流通チェーン（新社）の1ブランドとなった。
ギガ物産は2020年3月6日に町屋管理株式会社へ商号変更。同年12月11日に親会社であった富岡管理株式会社と共に、東京地方裁判所から特別清算開始決定を受けた。町屋管理は2021年4月23日に法人格が消滅した。

## 店舗
2022年3月時点では、埼玉県に2店舗を出店している。過去には茨城県・千葉県・東京都・神奈川県にも出店していたことがある。
各店舗の詳細については公式サイト店舗案内を参照。
閉店店舗
- 上福岡店 - 2005年3月19日開店。元イトーヨーカドー上福岡西店。跡地は元親会社のマミーマート鶴ケ舞店。
- 東松山店 - 2005年6月10日開店。元マルエツ東松山店。跡地はスーパーオザム東松山店。(現在は閉店済み)
- 新宿店 - 2005年4月23日開店。元ビッグエイト新宿店。2011年5月9日閉店。跡地はドラッグセキ新宿町店。
- 鴻巣店 - 2011年9月3日開店。元与野フード鴻巣店。
- 浜町店 - 2012年11月1日開店。元生鮮市場浜町店。
- 草加谷塚店 - 2006年4月6日開店。元ライフ草加谷塚店。2016年5月15日閉店。
- 古河店 - 2005年11月23日開店。元とりせん古河店。2017年8月13日閉店。
- 五香店 - 2007年3月20日開店。元ダイエー五香店。2019年1月13日閉店。
- 六木店 - 2015年2月開店。元ディスカウントストアパール。2019年3月31日閉店。
- 上日出谷店 - 2005年10月10日開店。元マミーマート上日出谷店。2019年7月31日閉店。
- 鶴ヶ島店 - 2005年7月7日開店。元マルエツ鶴ヶ島店。2019年11月30日閉店。2階部分のトレジャーファクトリー 鶴ヶ島店は継続。
- 北越谷店 - 2008年11月22日開店。専門店プラザリンデン内、元つるかめランド。2020年3月19日「ラコマート北越谷店」にリブランド。
- ギガパール春日部店 - 2015年2月開店。元ディスカウントストアパール。2020年5月31日閉店。
- ギガパール東武動物公園店 - 2015年1月開店。元ディスカウントストアパール。2020年5月31日閉店。